# الأشعة تحت الحمراء

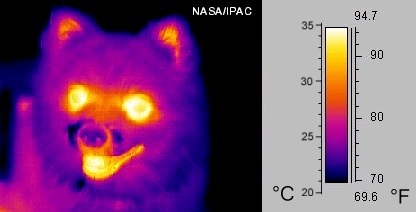
صورة بالأشعة تحت حمراء لكلب

الأشعة تحت الحمراء (أو إشعاع تحت الأحمر) هو الإشعاع الكهرومغناطيسي مع الطول الموجي بين 0.7 و 300 ميكرومتر، وهو ما يعادل تقريبا نطاق الترددات بين 1 و 400 تيراهيرتز.
طول موجته أطول (وتردده أدنى) من الضوء المرئي، ولكن طول موجي أقصر (والتردد العالي) من تلك الموجات من الإشعاع التراهرتز. ضوء الشمس الساطع يوفر من حوالي 1 كيلو وات لكل متر مربع عند مستوى سطح البحر، ومن هذه الطاقة، 527 واط هو ضوء الأشعة تحت الحمراء، و 445 واط من الضوء المرئي، و 32 واط من الأشعة فوق البنفسجية.

## نظرة عامة
إن التصوير بالأشعة تحت الحمراء يستخدم على نطاق واسع في الأغراض العسكرية والمدنية.
وتشمل التطبيقات العسكرية الاستحواذ على الأهداف، والمراقبة، للرؤية الليلية، وتعقب صاروخ موجه، أما الاستخدامات غير عسكرية فتشمل تحليل الكفاءة الحرارية، ودرجة الحرارة والاستشعار عن بعد، ولفترة قصيرة تراوحت الاتصالات اللاسلكية، والتحليل الطيفي، والتنبؤ بالأحوال الجوية.
في علم الفلك تستخدم الأشعة تحت الحمراء في المقاريب المزودة بأجهزة استشعار لاختراق مناطق الغبار في الفضاء، مثل السحب الجزيئية؛ كشف أجسام باردة مثل الكواكب.
يشع الإنسان في درجة حرارة الجسم الطبيعي أساسا على طول موجي حوالي 10μm (ميكرومتر) على المستوى الذري، والأشعة تحت الحمراء تسبب في وسائط الذبذبات في جزيء من خلال إحداث تغيير في اللحظة ثنائي القطب، مما يجعلها مفيدة لطائفة وتردد دراسة هذه الدول الطاقة للجزيئات من التماثل السليم. مطياف الأشعة تحت الحمراء يدرس امتصاص ونقل فوتونات في مدى الأشعة تحت الحمراء والطاقة، وبناء على وتيرة وحدة.

## أصل مصطلح
معنى الاسم (تحت الحمراء باللغة اللاتينية) والأحمر له أطول طول موجي من بين الأشعة المرئية.
والأشعة تحت الحمراء لها طول موجي أكبر (وتردد أقل) من الضوء الأحمر.
في مناطق مختلفة من الأشعة تحت الحمراء والكائنات عموما تنبعث منها الأشعة تحت الحمراء عبر طيف من الأطوال الموجية، ولكن فقط في منطقة معينة من الطيف هو من مصلحة لاستشعار عادة ما تكون مصممة فقط لجمع الإشعاع داخل النطاق الترددي محددة. نتيجة لذلك، حزمة الأشعة تحت الحمراء غالبا ما تنقسم إلى أقسام أصغر.

## مخطط تقسيم اللجنة الدولية للإضاءة
اللجنة الدولية للإضاءة (CIE) أوصت بتقسيم الإشعاع الضوئي في المجموعات الثلاث التالية:
- الأشعة تحت الحمراء، وقال: 700 نانومتر - 1400 نانومتر
- الأشعة تحت الحمراء ب: 1400 نانومتر - 3000 نانومتر
- الأشعة تحت الحمراء جيم: 3000 نانومتر - 1 ملم

فرعيا يستخدم عادة خطة التقسيم:
- القريبة من تحت الحمراء: 0.75-1.4 ميكرومتر في الطول الموجي، والتي يشيع استخدامها في الاتصالات السلكية واللاسلكية من الألياف البصرية منخفضة في الزجاج SiO2 (السيليكا) والمتوسط. المشددات صورة حساسة لهذا المجال من الطيف. وتشمل الأمثلة أجهزة رؤية ليلية مثل نظارات للرؤية الليلية.
- الطول الموجي القصير الأشعة تحت الحمراء (SWIR): 1.4-3 ميكرومتر، امتصاص الماء يزيد بشكل ملحوظ في 1,450 نانومتر. نطاق 1,530 إلى 1,560 ميل بحري هو المهيمن في المنطقة الطيفية للاتصالات السلكية واللاسلكية لمسافات طويلة.
- منتصف طول موجة الأشعة تحت الحمراء (MWIR،) وتسمى أيضا الوسيطة الأشعة تحت الحمراء (آي آي آر): 3-8 ميكرومتر. في تكنولوجيا الصواريخ الموجهة 3-5 سنوات ميكرومتر جزء من هذه الفرقة هي النافذة في الغلاف الجوي التي رؤساء صاروخ موجه من الأشعة تحت الحمراء السلبي 'الحرارة تسعى' صواريخ مصممة على العمل، رغبة في العودة إلى التوقيع على الأشعة تحت الحمراء من طائرات المستهدفة، وعادة ما تكون المحرك النفاث ريشة العادم.
- الطول الموجي الطويل الأشعة تحت الحمراء (LWIR، أي آر سي الدين): 8-15 ميكرون. وهذا هو التصوير «الحرارية» المنطقة، وأجهزة الاستشعار التي يمكن الحصول على صورة سلبية تماما عن العالم الخارجي على أساس الانبعاثات الحرارية فقط، وتتطلب أي ضوء خارجي أو مصدر حراري مثل الشمس والقمر أو إضاءة الأشعة تحت الحمراء. تطلعي الأشعة تحت الحمراء (رادار الأشعة دون الحمراء) نظم استخدام هذا المجال من الطيف. الذي يسمى أيضا أحيانا «الآن الأشعة تحت الحمراء.»
- الأقصى الأشعة تحت الحمراء (منطقة معلومات الطيران): 15-1,000 ميكرومتر «تنعكس الأشعة تحت الحمراء» في حين MWIR و LWIR يشار إليه أحيانا ب «الأشعة تحت الحمراء الحرارية.» نظرا لطبيعة منحنيات إشعاع الجسم الأسود، نموذجية 'ساخنة' الكائنات، مثل مواسير العادم، وغالبا ما تبدو أكثر إشراقا في ميغاواط مقارنة مع نفس الكائن ينظر في وزن شحمي.

## مخطط تقسيم علماء الفلك للآشعة تحت الحمراء
يقسم علماء الفلك عادة طيف الأشعة تحت الحمراء على النحو التالي:
- الأدنى: (0.7-1) إلى 5 ميكرومتر
- المتوسط: من 5 إلى (25-40) ميكرومتر
- الطويل: (25-40) إلى (200-350) ميكرون.

هذه الانقسامات ليست دقيقة، ويمكن أن تختلف تبعا للمنشور. المناطق الثلاث التي تستخدم لمراقبة تتراوح درجات الحرارة المختلفة، وبالتالي بيئات مختلفة في الفضاء.

## نظام تقسيم حساسية التسجيل
تقسم حساسية التسجيل بحسب طول الموجة كالآتي:
- الأشعة تحت الحمراء القصيرة جدا: من 0.7 إلى 1.0 ميكرومتر (من النهاية التقريبية لاستجابة العين البشرية إلى حساسية خلية السيليكون).
- الموجة القصيرة الأشعة تحت الحمراء: 1.0 إلى 3 ميكرومتر (من قطع من السليكون لأنه من النافذة MWIR في الغلاف الجوي. InGaAs يغطي حوالي 1.8 ميكرومتر، وأقل حساسية أملاح الرصاص تغطي هذه المنطقة.
- منتصف حيز الأشعة تحت الحمراء: من 3 إلى 5 ميكرومتر (التي حددتها نافذة في الغلاف الجوي والتي تغطيها إنديوم antimonide [InSb] و HgCdTe وجزئيا من قبل سيلينيد الرصاص (PbSe).
- الأشعة تحت الحمراء طويلة الموجة: من 8 إلى 12، أو من 7 إلى 14 ميكرومتر: نافذة الغلاف الجوي (التي تغطيها HgCdTe وmicrobolometers).
- الموجات تحت الحمراء الطويلة جدا (VLWIR): من 12 إلى حوالي 30 ميكرومتر، التي تغطيها السيليكون مشوب.

هذه التقسيمات تبررها استجابة الإنسان المختلفة لهذا الإشعاع: الأشعة تحت الحمراء بالقرب من المنطقة الأقرب في الطول الموجي للإشعاع للكشف عن طريق العين البشرية، وبعيد منتصف الأشعة تحت الحمراء هي تدريجيا المزيد من الطيف المرئي. تعاريف أخرى تتبع مختلف الآليات المادية (قمم الانبعاثات، مقابل العصابات، وامتصاص الماء)، ومتابعة أحدث أسباب فنية (وكواشف السيليكون المشتركة حساسة لحوالي 1,050 ميل بحري، في حين InGaAs 'الحساسية يبدأ حوالي 950 نانومترا وينتهي بين 1,700 و 2,600 ميل بحري، اعتمادا على تكوين محددة). للأسف، والمعايير الدولية لهذه المواصفات غير متوفرة حاليا.
الحد الفاصل بين الضوء المرئي والأشعة تحت الحمراء ليست محددة بدقة. العين البشرية بشكل ملحوظ أقل حساسية للضوء فوق طول موجي 700 نانومتر، وذلك أقصر الترددات تقديم مساهمات ضئيلة لمشاهد مضيئة من مصادر الضوء المشتركة. ولكن لا سيما ضوء مكثفة (على سبيل المثال، من أشعة الليزر، أو من ضوء النهار الساطع مع الضوء المرئي عن طريق إزالة المواد الهلامية الملونة) يمكن الكشف عن ما يصل إلى حوالي 780 نانومتر، وسوف ينظر إليها على ضوء أحمر. بداية من الأشعة تحت الحمراء ويعرف (وفقا لمعايير مختلفة) في مختلف القيم عادة ما بين 700 نانومتر و 800 نانومتر.

## التطبيقات
مرشحات الأشعة تحت الحمراء
الأشعة تحت الحمراء (يحيل / عابرة) المرشحات يمكن أن تكون مصنوعة من مواد مختلفة كثيرة. نوع واحد هو مصنوع من البلاستيك polysulfone الذي يمنع أكثر من 99 ٪ من طيف الضوء المرئي من «مصادر» الضوء الأبيض مثل المصابيح المتوهجة الفتيلية. مرشحات الأشعة تحت الحمراء يسمح بأقصى قدر من الإنتاج مع المحافظة على الأشعة تحت الحمراء covertness المدقع. حاليا قيد الاستخدام في جميع أنحاء العالم، ومرشحات الأشعة تحت الحمراء التي تستخدم في المعدات العسكرية وتنفيذ القوانين، التطبيقات الصناعية والتجارية. تشكيلة فريدة من البلاستيك تسمح لأقصى قدر من المتانة ومقاومة للحرارة. مرشحات الأشعة تحت الحمراء توفير أكثر فعالية من حيث التكلفة والزمن المستغرق في حل أكثر من معيار استبدال المصابيح البديلة. جميع أجيال من أجهزة رؤية ليلية ويعزز بدرجة كبيرة مع استخدام مرشحات الأشعة تحت الحمراء.

## رؤية ليلية
الأشعة تحت الحمراء وتستخدم في معدات الرؤية الليلية عندما يكون هناك عدم كفاية الضوء المرئي لنرى.
تعمل أجهزة الرؤية الليلية من خلال عملية تنطوي على تحويل فوتونات الضوء المحيط إلى إلكترونات تُضخم بعد ذلك بعمليات كيميائية وكهربائية ثم تحويلها مرة أخرى إلى ضوء مرئي. مصادر الأشعة تحت الحمراء ضوء يمكن أن تستخدم لزيادة الضوء المحيطة المتاحة للتحويل عن طريق أجهزة للرؤية الليلية، وزيادة وضوح، في الظلام دون فعليا باستخدام مصدر الضوء المرئي.
وينبغي استخدام ضوء الأشعة تحت الحمراء وأجهزة رؤية ليلية لا يمكن الخلط بينه وبين التصوير الحراري التي تخلق صورا على أساس الاختلافات في درجة الحرارة السطحية عن طريق الكشف عن الأشعة تحت الحمراء (الحرارة) التي تنبعث من الأجسام والبيئة المحيطة بها.

## الاتصالات
الأشعة تحت الحمراء وهي من أول التقنيات التي اُسْتُخْدِمَت في التواصل اللاسلكي وانتشرت فيما بين الريموت كونترول والتلفزيون أو المسجل كما استخدمت فيما بين الفأرة أو لوحة المفاتيح مع الحاسب الآلي، إلا أن السرعة التي كانت تقدمها هذه التقنية بطيئة مقارنة بالتقنيات اللاسلكية الأخرى، في عام 2012 طُوِّرَت هذه التقنية لتوفر سرعات عالية، من خلال تطوير ما يسمى ب Multi-Gigabit Communication Module والذي يمكنه نقل البيانات بسرعات تصل إلى 46 ضعف سرعة الواي فاي أو نقل البيانات بسرعات تصل إلى 1430 ضعف سرعة البلوتوث هذه التقنية طُوِّرَت من قبل باحث ألماني يدعى Frank Deicke حيث قام بتسريع هذه التقنية لتصل من 1 إلى 3 جيجابت بالثانية، مما يجعله مناسب لنقل البيانات بسرعات تفوق البلوتوث أو الواي فاي، كما قام Deicke وزملائه بتطوير هذه التقنية بشكل خاص كي تُحَوِّل الملفات الكبيرة للفيديو بين الأجهزة علمًا أن قطعة الـ infrared لا تتجاوز ظفر إصبع الطفل.
كما أُضِيفَت برمجيات تُصَحِّح الأخطاء الناتجة عن ضعف الإشارة أثناء التنقل عبر الأثير بين الأجهزة هذا ويُطَوِّرها نفس الفريق لتصل إلى 10 جيجابت.

## اقرأ أيضا
- تلسكوب الأشعة تحت الحمراء
- خلفية الأشعة تحت الحمراء الكونية
- درجة حرارة البصيلة الرطبة الكروية

## روابط الخارجية
تجربة منزليّة – الأشعّة تحت الحمراء في المنزل